# Lespedeza capitata
Lespedeza capitata är en ärtväxtart som beskrevs av André Michaux. Lespedeza capitata ingår i släktet Lespedeza och familjen ärtväxter. Inga underarter finns listade i Catalogue of Life.

## Bildgalleri

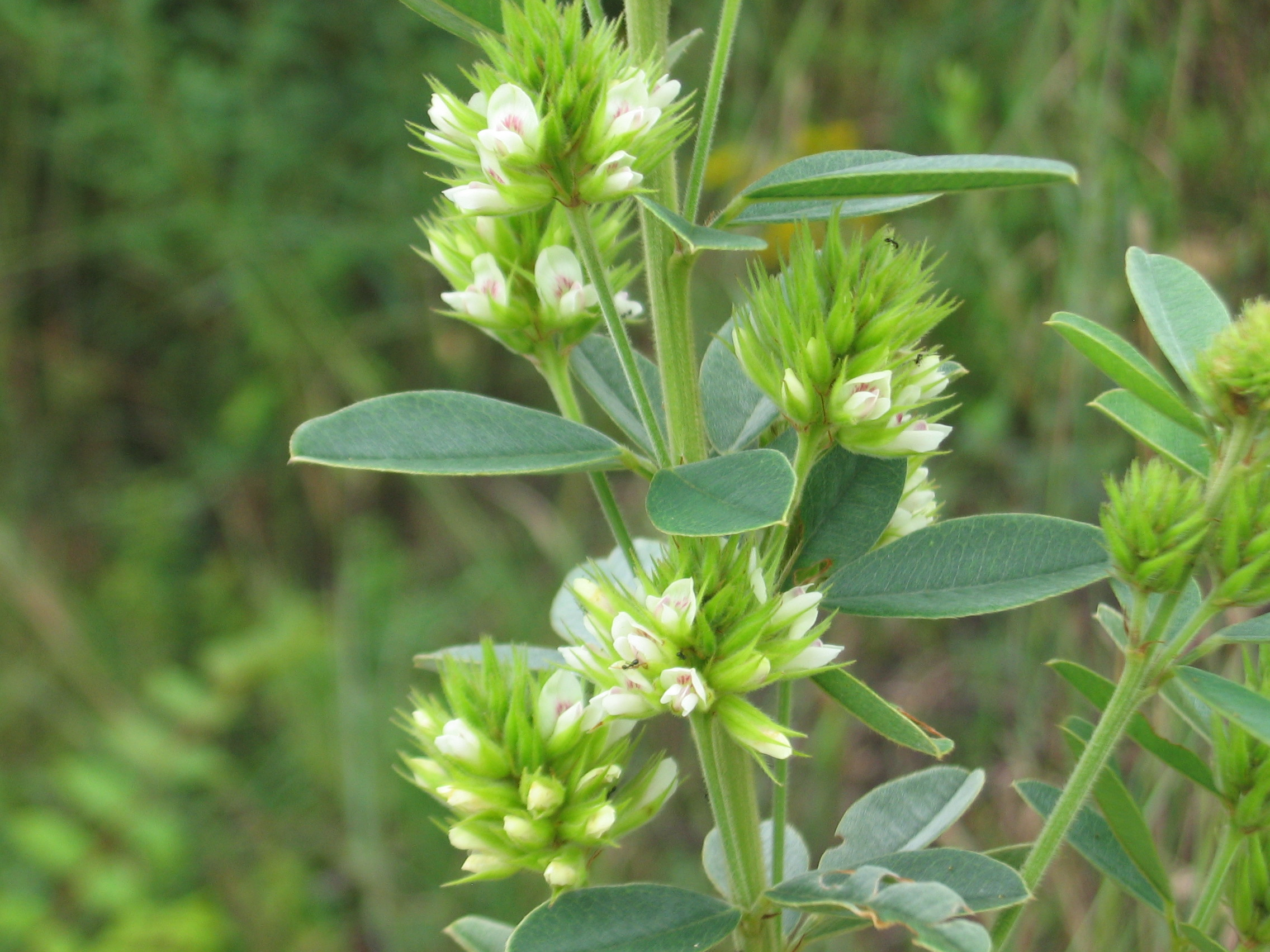
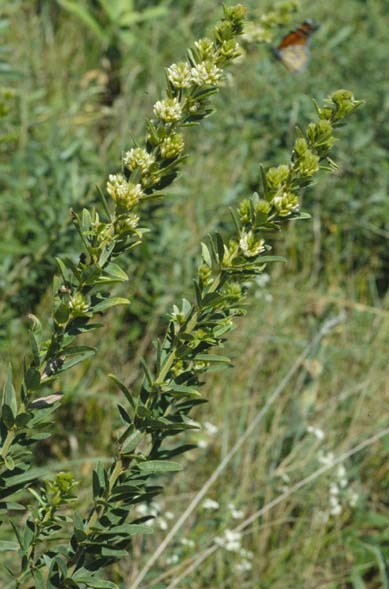
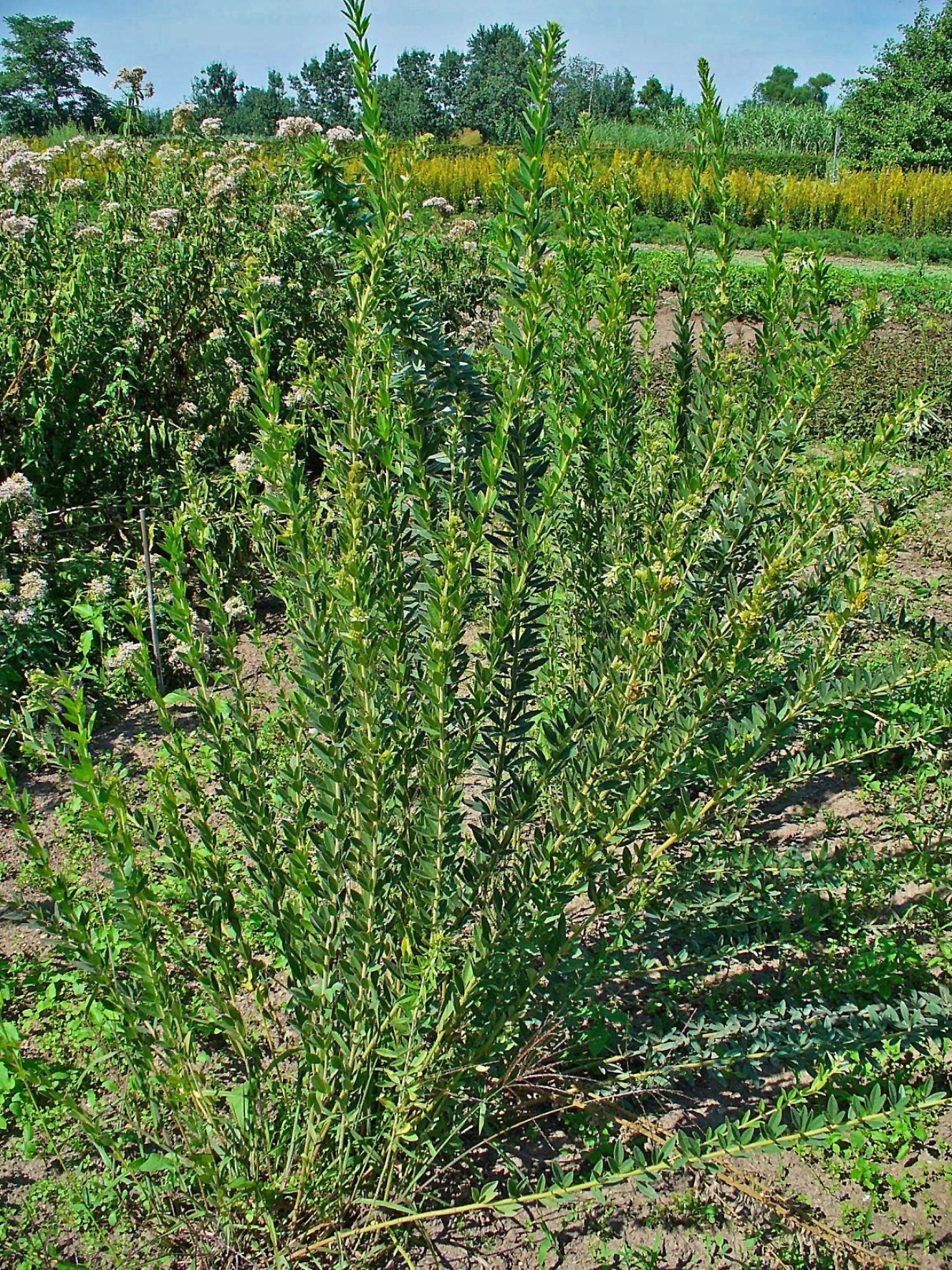
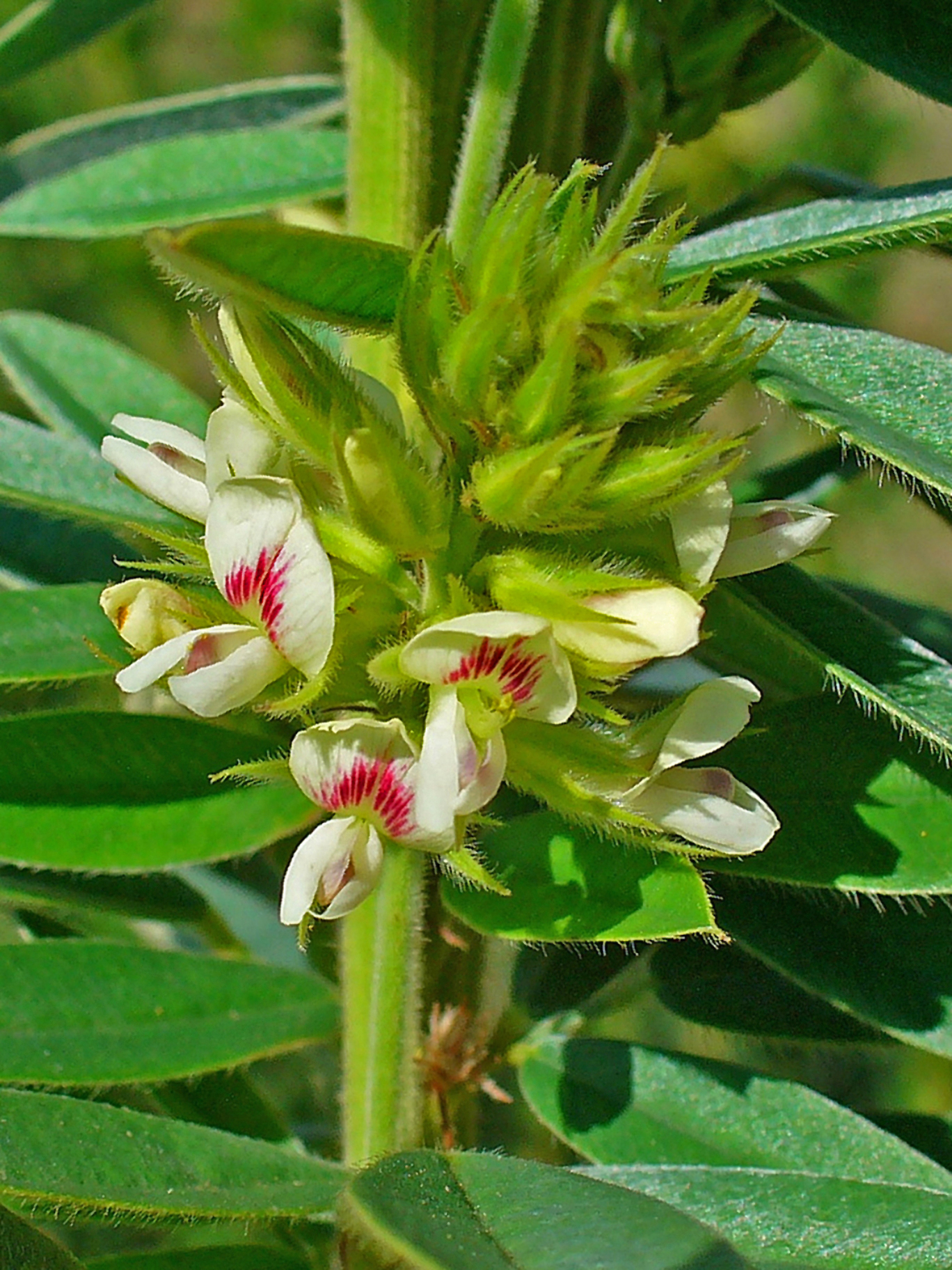
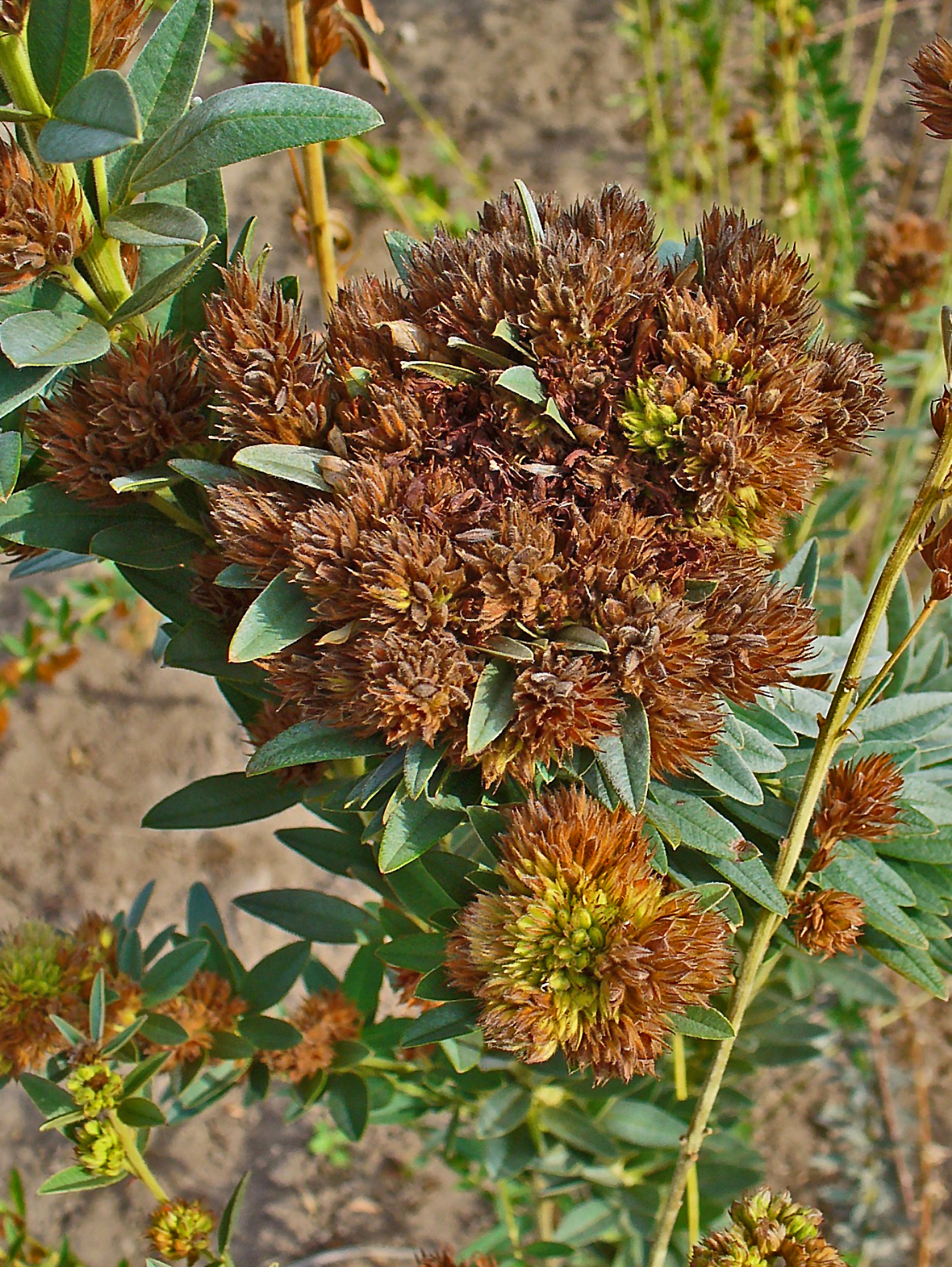
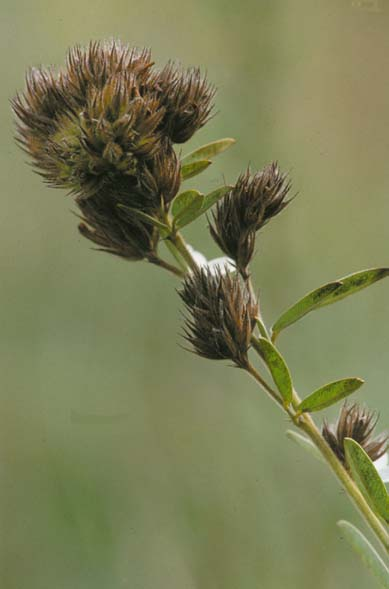